# 陈永龄
陈永龄（1910年11月8月—2004年8月15日），男，北京人，中国大地测量学家，中国科学院院士。

## 生平
1910年，陈永龄生于大清国京师。就读于国立北京师范大学附属小学校、附属中学校。
陈永龄于1927年夏考入清华大学工程学系，1929年因清华工学因经费不足停办而转入国立交通大学土木工程学院。
1931年毕业后任清华大学助教，与夏坚白共写《养路工程学》，4年后被商务印书馆出版发行。1934年作为中英庚款公费留学生赴英国帝国理工学院大地测量专业学习，1935年获硕士学位。
同年前往德国，就读于柏林工业大学测量学系，导师为所长Eggert教授和Schmeni教授，于1937年获得特许工程师学位。
1938年，去罗马参加国际测量师联合会（FIG）的学术会议，利用暑假一个月的时间去瑞士威特公司实习，后又去捷克测量局参观。
1939年2月获工学博士学位，博士论文题为《大地测量用矢量和用经典平差方法的比较》。毕业后的半年，陈游学法国学习法语。
1939年秋，经由香港往昆明，任国立西南联合大学教授，主讲测量平差和地图投影。在香港时与清华大学文学系高棣华结婚。
1940年，任中国地理研究所大地测量组研究员，在北碚组织测量，写成《嘉陵江北碚渡江水准测量》、《基线网图形强度之研究》、《大规模三角网之平差方法》等论文11篇发表于《测量专刊》上。
1943年，任中国地理研究所研究员、在同济大学兼任教授，主讲大地测量学、测量平差法。期间写作教材，1947年商务印书馆出版了《测量平差法》教材、1952年商务出版了《大地测量学》和校正夏坚白的《实用天文学》。
1944年，赴印度考察。
1945年，担任交通部铁路测量总处处长兼总工程师。
1946年，以英文发表《由中国三角测量的成果初步推算地球形状和大小》于《美国地球物理学会学报》。
1947年，应铁道部要求，首次使用航空摄影测量技术、勘探了闽赣铁路沿线地形，在武夷山地区得到了数个线路方案。
1948年冬，任教国立中山大学、私立岭南大学等。1951年，因逐渐驱逐外籍人士，出任岭南大学理工学院院长也就是首任华人院长。
1952年院系调整，任华南工学院筹委会四位副主任委员之一，并于1953年出任副院长。1956年，华南工学院测绘系内迁武汉成立武汉测量制图学院。陈出任筹委会副主任委员、副院长、天文大地测量系系主任。期间参与学报创建、主持制定年度工作计划等。
1959年任国家测绘总局总工程师兼测绘科学研究所所长、主持编写《大地测量法式》。1957、1959年版测量法式不再像1939年以苏联为蓝本。1962年，主持制定了《1963-1972年测量与制图科学技术发展规划》。1965年，主持测量珠峰高度。经过1965、1968、1975年的测量，终于在1975年完成并确定结果。1975年，在国家测绘总局平差座谈会上主张并得到通过，不再使用1954年北京坐标系，改用新坐标系1980年西安坐标系。1980年开始参与《中国大百科全书 测绘学》总编辑。
2004年8月15日，在北京病逝。

## 社会兼职
曾任中国测绘学会副理事长，《中国大百科全书》总编辑委员会委员、测绘分编委主任，全国人大代表，全国政协委员等职。

## 学术成就
陈永龄于1940年代首先发现了由西伯利亚经中国东部直至马来半岛的大地水准面隆起带。
此后他又首次将航空摄影技术引入中国铁路勘测，主持了闽赣铁路的勘测工作。
他曾建议将国家标准由Lambert正形圆锥投影改为Gauss正形投影，中华人民共和国成立后被采纳。
1950年代他领导编写了中国第一部《大地测量法式》，并出版第一部体系较完整的《大地测量学》教科书。
1965年陈永龄提出并主持完成了测定珠穆朗玛峰高程的技术方案，并誉为“珠峰测高第一人”。
最终得出珠峰高8848.13米的结论，被世界公认直到2005年中国登山测量队使用GPS和经典测量法多方法测定为8844.43米，仅相距3.7米。
1960年代起他开始从事天文大地网平差的研究工作，1978年主持在陕西泾阳建立中华人民共和国大地原点，1982年完成了中国天文大地网整体平差。

## 荣誉
1980年当选中国科学院地学部学部委员（院士）。1998年，获得中国科学院资深院士称号。